# یواس‌اس بوستون (سی‌ای-۶۹)
یواس‌اس بوستون (سی‌ای-۶۹) (به انگلیسی: USS Boston (CA-69)) یک کشتی بود که طول آن ۶۷۳ فوت ۳ اینچ (۲۰۵٫۲۱ متر) بود. این کشتی در سال ۱۹۴۲ ساخته شد.